# لا مذكرات (كتاب)
لا مذكرات نشر هذا الكتاب لأول مرة عام 1967، يقول أندريه مالرو واصفًا كتابه: ( أسمي هذا الكتاب "لا مذكرات"؛ لأنه يجيب عن سؤال لا تطرحه المذكرات، ولا يجيب عن الأسئلة التي تطرحها ثم لأنك تلقى فيه وجودًا مرتبطًا بالمأساوي في كثير من الأحيان، وجودًا لا يمكن رفضه .. وجود المستغرب وتفانين الصدف). وهو طريق ابتدعه مالرو في السير الذاتية تغاضى فيه عن الحياة العاطفية المليئة بالتقلبات، كما أراد نظم الأحداث؛ لتكشف رؤية و كبرياء في الانتصار على النفس والأفكار والآخرين.

## روابط خارجية
- نسخة مكتبة الأسرة 2012 من الكتاب على موقع جودريدز Goodreadsغود ريدز